# Lesotho Promise
Lesotho Promise är den tionde största diamanten (603 carat) som hittats i världen och är uppkallad efter det afrikanska land där den hittades. Den såldes i Antwerpen 2006 till South African Diamond Corporation.